# Daria Shmeleva
Daria Shmeleva, née le 26 octobre 1994 à Moscou, est une coureuse cycliste russe. Spécialiste des épreuves de vitesse sur piste, elle est notamment championne du monde du 500 mètres en 2017 et 2019, et double championne du monde de vitesse par équipes en 2016 et 2017. 
Aux côtés d'Anastasiia Voinova, elle forme un duo qui domine la vitesse par équipes depuis le début des années 2010.

## Biographie
En 2011, Daria Shmeleva devient championne du monde chez les juniors (moins de 19 ans) à Moscou en vitesse par équipes, avec Anastasiia Voinova. L'année suivante, aux mondiaux juniors à Invercargill, elle survole la compétition en s'adjugeant quatre titres sur les quatre épreuves du sprint. En vitesse par équipes, elle est cette fois associée à Lidiya Pluzhnikova. Elles remportent la médaille d'or en améliorant à deux reprises les records du monde de la catégorie en 34,321 secondes, puis 34,155 secondes. Le même jour, elle  améliore le record du monde du 500 mètres contre-la-montre en 34.753 secondes. La même année, Shmeleva est championne d'Europe juniors du 500 mètres, du keirin et de la vitesse individuelle. Elle est surclassée pour pouvoir participer aux championnats d'Europe élites de 2012 à Panevezys en Lituanie, où elle obtient avec Anastasiia Voinova la médaille d'argent en vitesse par équipes. 
Elle obtient sa première médaille mondiale chez les élites lors des mondiaux 2015, avec l'argent en vitesse par équipes (avec Voinova). Aux championnats d'Europe 2015, elle est titrée en vitesse par équipes et remporte le bronze sur le 500 mètres.
En 2016, le duo russe devient pour la première fois champion du monde à Londres en vitesse par équipes. Shmeleva est sélectionnée pour participer aux Jeux olympiques de Rio de Janeiro. En collaboration avec Voinova, elle remporte la médaille d'argent en vitesse par équipes. En vitesse individuelle, elle se classe 22e et 13e du keirin. En fin d'année, aux championnats d'Europe 2016, elle décroche deux nouveaux titres sur 500 mètres et en vitesse par équipes. L'année suivante, Shmeleva et Voinova conservent leur titre mondial en vitesse par équipes. Shmeleva s'adjuge également le titre mondial du 500 mètres.
Au mois d'août 2018, elle devient triple championne d'Europe. En 2019, elle remporte pour la deuxième fois le championnat du monde du 500 mètres. Elle est également vice-championne du monde de vitesse par équipes et médaillée de bronze sur le keirin. Lors de cette année, elle gagne quatre médailles, dont deux en or aux Jeux européens de Minsk. Lors de la Coupe du monde 2019-2020, elle remporte les manches de vitesse par équipes à Minsk et Glasgow avec Ekaterina Rogovaya. Lors de la manche de Cambridge, elle participe au keirin et subit une chute sévère, au cours de laquelle elle souffre de six côtes cassées et d'un poumon meurtri. Elle parvient à revenir à temps pour participer aux mondiaux 2020, mais elle n'y décoche aucune médaille.

## Palmarès

### Jeux olympiques
- Rio 2016
  -  Médaillée d'argent de la vitesse par équipes
  - 13e du keirin
  - 22e de la vitesse individuelle
- Tokyo
  -  Médaillée de bronze de la vitesse par équipes
  - 10e du keirin
  - 21e de la vitesse individuelle

### Championnats du monde
| Épreuve / Édition              | 500 mètres | Keirin | Vitesse individuelle                | Vitesse par équipes              |
| Moscou 2011 (juniors)          | Bronze     |        |                                     | Or (avec Anastasiia Voinova)     |
| Invercargill 2012 (juniors)    | Or         | Or     | Or                                  | Or (avec Lidiya Pluzhnikova)     |
| Minsk 2013                     | 10e        |        |                                     |                                  |
| Saint-Quentin-en-Yvelines 2015 | 8e         |        |                                     | Argent (avec Anastasiia Voinova) |
| Londres 2016                   | 4e         |        | 22e                                 | Or (avec Anastasiia Voinova)     |
| Hong Kong 2017                 | Or         |        | 11e (éliminée en 1/8e de finale)    | Or (avec Anastasiia Voinova)     |
| Apeldoorn 2018                 | Argent     | 11e    | 5e (éliminée en quart de finale)    | Bronze (avec Anastasiia Voinova) |
| Pruszków 2019                  | Or         | Bronze | 9e (éliminée en huitième de finale) | Argent (avec Anastasiia Voinova) |
| Berlin 2020                    | 6e         | 23e    | 23e                                 | 4e                               |
| Roubaix 2021                   | Bronze     |        |                                     | Argent                           |

### Coupe du monde
- 2012-2013

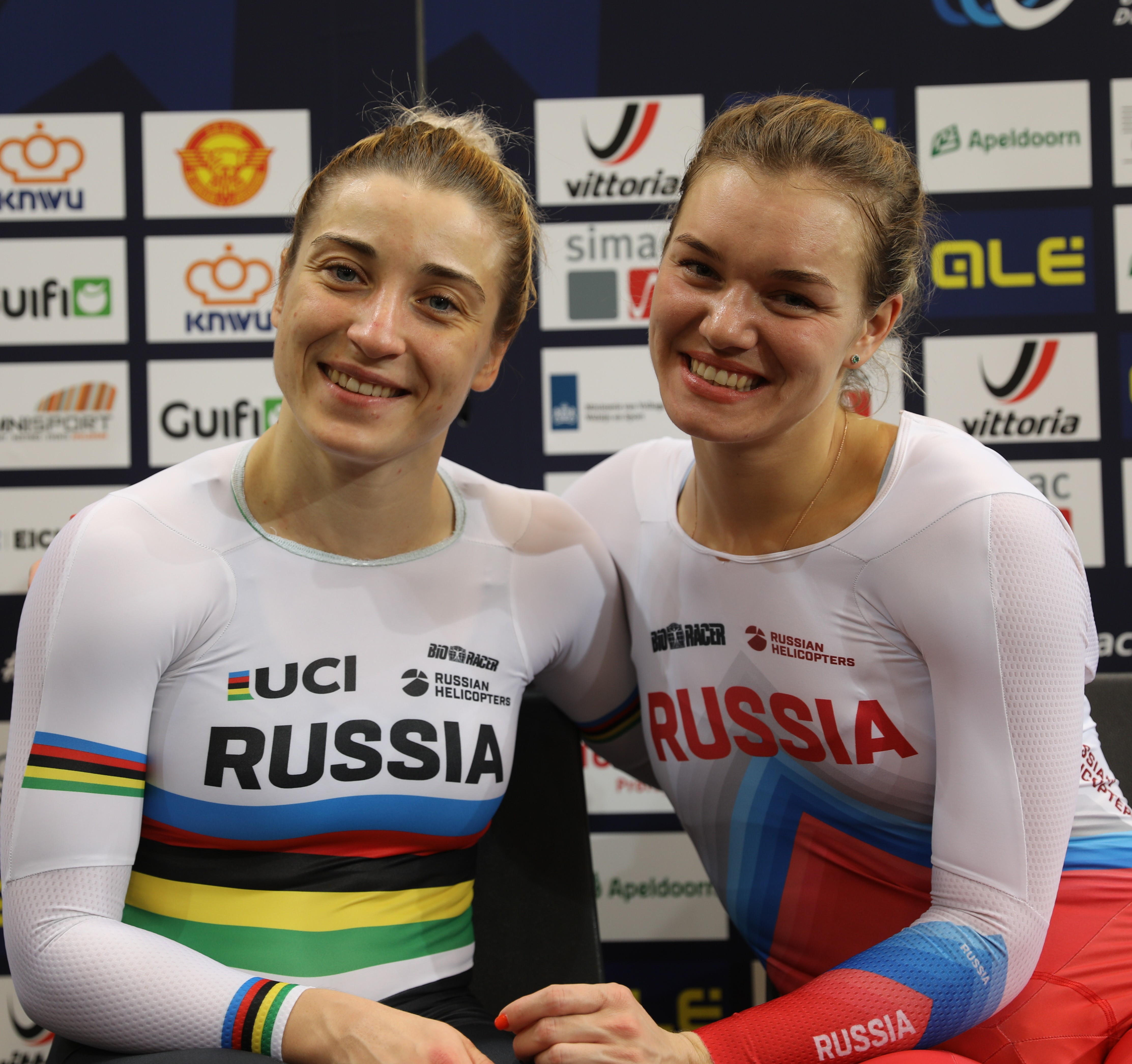
Shmeleva (à gauche) avec Anastasiia Voinova, sa partenaire en vitesse par équipes.

  - 3e de la vitesse par équipes à Aguascalientes
- 2014-2015
  - 1re de la vitesse par équipes à Cali
  - 3e de la vitesse par équipes à Guadalajara
- 2015-2016
  - 1re de la vitesse par équipes à Hong Kong (avec Anastasiia Voinova)
  - 3e de la vitesse par équipes à Cali
- 2016-2017
  - 1re de la vitesse par équipes à Los Angeles (avec Anastasiia Voinova)
  - 2e de la vitesse par équipes à Cali
  - 3e de la vitesse individuelle à Cali
- 2017-2018
  - Classement général du 500 mètres
  - 1re du 500 mètres à Manchester
  - 2e du keirin à Pruszków
  - 2e de la vitesse à Santiago
  - 2e de la vitesse par équipes à Manchester
  - 3e de la vitesse par équipes à Pruszków
- 2018-2019
  - 1re de la vitesse par équipes à Saint-Quentin-en-Yvelines (avec Anastasiia Voinova)
  - 1re de la vitesse par équipes à Berlin (avec Anastasiia Voinova)
  - 2e du keirin à Saint-Quentin-en-Yvelines
  - 2e du keirin à Londres
  - 3e du 500 mètres à Berlin
  - 3e de la vitesse à Saint-Quentin-en-Yvelines
  - 3e de la vitesse par équipes à Milton
- 2019-2020
  - 1re de la vitesse par équipes à Minsk (avec Ekaterina Rogovaya)
  - 1re de la vitesse par équipes à Glasgow (avec Ekaterina Rogovaya)
  - 3e de la vitesse par équipes à Cambridge

### Championnats d'Europe
| Épreuve / Édition              | 500 mètres | Keirin | Vitesse individuelle | Vitesse par équipes                           |
| Anadia 2012 (juniors)          | Or         | Or     | Argent               | Or (avec Pluzhnikova)                         |
| Panevėžys 2012                 |            |        |                      | Argent (avec Voinova)                         |
| Anadia 2013 (espoirs)          | Argent     |        | 5e                   |                                               |
| Anadia 2014 (espoirs)          | Argent     |        | 6e                   | Or (avec Voinova)                             |
| Athènes 2015 (espoirs)         | Argent     |        |                      | Or (avec Voinova)                             |
| Granges 2015                   | Bronze     |        |                      | Or (avec Voinova)                             |
| Saint-Quentin-en-Yvelines 2016 | Or         |        |                      | Or (avec Voinova)                             |
| Berlin 2017                    | Bronze     | 8e     | Bronze               | Or (avec Voinova)                             |
| Glasgow 2018                   | Or         | Bronze | Or                   | Or (avec Voinova)                             |
| Apeldoorn 2019                 | Argent     | Bronze | 8e                   | Or (avec Voinova et Rogovaya)                 |
| Plovdiv 2020                   | Or         | 11e    | Argent               | Or (avec Voinova, Antonova et Rogovaya)       |
| Granges 2021                   | Or         |        |                      | Bronze (avec Voinova, Antonova et Tyshchenko) |

### Jeux européens
| Édition / Épreuve | 500 mètres | Keirin | Vitesse individuelle | Vitesse par équipes           |
| Minsk 2019        | Or         | Bronze | Bronze               | Or (avec Voinova et Rogovaia) |

### Championnats nationaux
- 2016
  -  Championne de Russie du 500 mètres
- 2017
  -  Championne de Russie du keirin
  -  Championne de Russie de vitesse individuelle
  -  Championne de Russie de vitesse par équipes (avec Ekaterina Rogovaya)
- 2018
  -  Championne de Russie du 500 mètres
  -  Championne de Russie du keirin
  -  Championne de Russie de vitesse par équipes (avec Anastasiia Voinova)
- 2019
  -  Championne de Russie du keirin
  -  Championne de Russie de vitesse par équipes (avec Anastasiia Voinova)
- 2020
  -  Championne de Russie de vitesse individuelle
  -  Championne de Russie de vitesse par équipes (avec Anastasiia Voinova et Ekaterina Rogovaya)
- 2021
  -  Championne de Russie de vitesse individuelle
  -  Championne de Russie de vitesse par équipes
- 2022
  -  Championne de Russie de vitesse par équipes
  - 2e du keirin